# Guasimal, Kuba
Guasimal är en ort i Kuba.   Den ligger i provinsen Provincia de Sancti Spíritus, i den centrala delen av landet, 300 km sydost om huvudstaden Havanna. Guasimal ligger 29 meter över havet och antalet invånare är 5 000.
Terrängen runt Guasimal är platt, och sluttar söderut. Runt Guasimal är det glesbefolkat, med 18 invånare per kvadratkilometer. Det finns inga andra samhällen i närheten. Trakten runt Guasimal består till största delen av jordbruksmark.